# インドリシジン
インドリシジン（Indolicidin）は、ウシの好中球血液細胞から単離された抗菌ペプチドである。成熟したペプチドは僅か13アミノ酸で、抗菌ペプチドをコードする遺伝子の一次産物としてコードされている抗菌ペプチドの中では最も小さいものの一つである。 インドリシジンは細菌性の病原体に有効であるが、真菌類やHIVウイルスまでも殺すことが知られている。